# Pleiogynium
Pleiogynium  es un género de plantas con seis especies,  perteneciente a la familia de las anacardiáceas.

## Taxonomía
El género fue descrito por Adolf Engler y publicado en Monographiae Phanerogamarum 4: 255. 1883. La especie tipo es: Pleiogynium solandri (Benth.) Engl. 

## Especies
| - Pleiogynium cerasiferum - Pleiogynium hapalum - Pleiogynium papuanum | - Pleiogynium solandri - Pleiogynium timorense - Pleiogynium timoriense |